# Jüdisches Politeuma von Herakleopolis
Das Politeuma von Herakleopolis war die Selbstverwaltungskörperschaft der Juden in der Hauptstadt dieses oberägyptischen Gaus zu ptolemäischer Zeit. 20 Papyri aus der juristischen Alltagskorrespondenz der Archonten des Politeuma aus der Periode von 144/43 bis 133/32 v. Chr. geben neue Einblicke in das Zusammenleben hellenisierter Juden in der ägyptischen Chora.

## Informationsquelle
Von der Existenz eines jüdischen Politeuma in Herakleopolis erfuhr man im Jahr 2001 durch die Herausgabe der Analyse von 20 Texten, die aus Mumienkartonage gewonnen worden waren und zu den Papyrussammlungen von Heidelberg, Köln, München und Wien gehören. Bei 16 Texten handelt es sich um privatrechtliche Petitionen bezüglich Beleidigung, Vertragsbruch, Bitte um Haftentlassung etc., bei 4 Texten um Beamtenkorrespondenz. Die Papyrusblätter wurden anscheinend von Rollen geschnitten, die 30 bis 32 cm hoch waren. Sie haben Breiten von 9 bis 15 cm. Die Rückseite eines Dokuments (Verso) trägt oft die Anschrift sowie Eingangsdatum und Betreff. Auf der Vorderseite (Rekto) stehen Bearbeitungsvermerke meist unter der letzten Zeile einer Eingabe.
Mit der Analyse der 20 Papyri ist es zum ersten Mal in eindeutiger Weise gelungen, ein jüdisches Politeuma und seine innerjüdische Sondergerichtsbarkeit im ptolemäischen Ägypten nachzuweisen.

## Historischer Hintergrund
Die Existenz einer jüdischen Gemeinde in Ägypten ist für Elephantine in der Zeit der Besetzung Ägyptens durch die Perser im 5. und 4. Jahrhundert v. Chr. bestens belegt. Räumt man der Bibel auch einen geschichtlichen Hintergrund ein, so dürften sich Israeliten, zumindest vereinzelt, schon viel früher in Ägypten niedergelassen haben. Nach der Eroberung Palästinas durch das Ptolemäische Reich (ca. 301 v. Chr.) kamen Juden zunächst als Kriegsgefangene ins ägyptische Kernland, dann als geschätzte Soldaten und gut hundert Jahre später als Flüchtlinge, weil die Ptolemäer im Kampf mit dem Seleukidenreich im fünften und sechsten syrischen Krieg die Herrschaft über Palästina 168 v. Chr. wieder verloren. Aber auch als nach dem Makkabäeraufstand und nach Wiedererlangung der jüdischen (Teil-)Autonomie im Jahr 163 v. Chr. ein Kampf zwischen hellenistisch- und national-orientierten Juden ausbrach, flüchteten zahlreiche Juden nach Ägypten, wo sie Ptolemaios VI. und seine Gemahlin und Schwester Kleopatra II. gerne aufnahmen. So durfte Onias IV., Sohn des 175/176 abgesetzten Hohenpriesters Onias III., bei Leontopolis eine Festung und einen JAHWE-Tempel errichten. Auch in Herakleopolis entstanden in dieser Zeit eine jüdische Festung und eine Siedlung, wie dies aus dem Archiv des jüdischen Festungskommandanten Dioskurides hervorgeht.

## Rolle der Archonten
Die Leitung des Politeuma von Herakleopolis hatten Archonten (ἄρχων) inne, deren Vorsitzender ein Politarch (πολιτάρχης) war. Sie wurden wahrscheinlich jährlich gewählt und befassten sich mit Streitfällen, welche in Petitionen vorgetragen wurden. Diese erwähnen meist explizit, dass sowohl Kläger als auch Beklagte Juden sind. In drei Ausnahmefällen sind die Beklagten Nichtjuden. Aufgabe der Archonten war nicht die Rechtsfeststellung, sondern die Durchsetzung des Rechts mit ihrer Amtsautorität (ptolemäisches Beamtenverfahren). Sie verfügten dazu über Büttel (λειτουργός), welche die Vorführung von Personen besorgen konnten, eventuell auch über ein eigenes Gefängnis (φυλακή) und ein eigenes Notariat (ἀρχεῖον). Teilweise existierten in den Dörfern „Presbyter“ (πρεςβύτεροι), deren Schiedsverfahren von den Archonten überwacht wurden. Die erwähnten Dörfer müssen demnach einen relativ großen jüdischen Bevölkerungsanteil gehabt haben.
Wer genau Mitglied des Politeuma war, bleibt unsicher. Die Verfasser der Petitionen bezeichnen sich entweder als Mitglieder des Politeuma von Herakleopolis oder nennen den Namen ihres Dorfes im Gau. Es könnte also sein, dass das Politeuma nur die Stadt, nicht aber den Gau umfasste. Andererseits gibt es Hinweise, dass das 1,5 km von der Stadt entfernte Hafengelände zum Rechtsprechungsbereich der Archonten gehörte – eventuell war der Bau der dort gelegenen Festung mit jüdischer Besatzung der Grund für die Schaffung des jüdischen Politeuma.

## Hellenistische Rechtspraxis mit jüdischen Elementen
Von 52 Namen der in den Dokumenten auftretenden Personen sind nur zwei genuin jüdisch. Alle Texte sind in griechischer Sprache abgefasst und die darin zitierten Verträge (Kaufverträge, Darlehensvertrag, Ammenvertrag, Pachtvertrag) verwenden die in griechischen Verträgen des ptolemäischen Ägyptens üblichen juristischen Termini. Sie entsprechen auch inhaltlich den Gepflogenheiten des griechisch geprägten Umfelds der jüdischen Bevölkerung. So ist beispielsweise in einem Darlehensvertrag unter Juden eine Zinszahlung (damaliger Standard: 25 %) vereinbart – trotz Verbot durch die Tora. Dies ist für die Archonten offensichtlich ebenso wenig anstößig wie die in hellenistischer (und römischer) Zeit übliche Strafzahlung des Hemiolion (ἡμιόλιον), also des Anderthalbfachen des Kaufpreises, den eine Jüdin als Strafgebühr vom Käufer ihrer Sklavin fordert, der in Zahlungsverzug ist. Dass diese Frau ohne männlichen Vertreter direkt ihre Rechte einfordern kann, ist kein Merkmal jüdischer Sondergerichtsbarkeit, sondern in der ptolemäischen Beamtenjustiz auch griechischen und ägyptischen Frauen gestattet.
Nicht griechisch, sondern jüdisch ist hingegen die Praxis, Verträge mit der Formel ὅρκος πάτριος (unter Eid nach Vätersitte) unter einen Eid zu stellen und deren Nichterfüllung als Bruch des Gesetzes der Väter (πάτριος νόμος) zu bezeichnen. Auf spezifisch jüdisches Recht gründet die Beschwerde eines Mannes, dass seine Verlobte einem anderen zur Frau gegeben worden sei, ohne dass er seine Zustimmung zur Verlobungsauflösung in Form eines Scheidebriefs gegeben hätte. Für Scheidebrief (bibelhebräisch: סֵפֶר כְּרִיתֻת) wird hier derselbe Ausdruck verwendet wie in der Septuaginta: βιβλίον ἀποστασίου. Er ist nun erstmals in papyrologischen Zeugnissen belegt. Gleichzeitig sind mit dieser Petition zum ersten Mal jüdische Vorstellungen im Eherecht in einem Dokument der ptolemäischen Rechtsprechung nachweisbar.
Das Politeuma, das im ptolemäischen Reich der Integration ethnischer Minderheiten aber auch dem Schutz ihrer Eigenständigkeit und Überlieferung dienen sollte, scheint in der Ausprägung des jüdischen Politeuma von Herakleopolis auf den ersten Blick eine starke Assimilierung und Hellenisierung nicht verhindert zu haben. Andererseits ist in einem fremden Land eine Anpassung an lokale Gesetze unerlässlich, wie dies im dritten Jahrhundert Mar Samuel in der rabbinischen Maxime für das Leben der Juden in der Diaspora nachhaltig zum Ausdruck gebracht hat: „Das Gesetz des Landes ist Gesetz“ (aramäisch: דינא דמלכותא דינא dina de-malchuta dina).